# Sinopotamon lansi
Sinopotamon lansi är en kräftdjursart. Sinopotamon lansi ingår i släktet Sinopotamon och familjen Potamidae. IUCN kategoriserar arten globalt som livskraftig. Inga underarter finns listade i Catalogue of Life.